# نادي اتحاد تمارة
 نادي الاتحاد الرياضي لتمارة هو نادٍ رياضي مغربي من مدينة تمارة ممارس بدوري الدرجة الثانية المغربي . تأسس سنة 1969 . يعد النادي الأول في المدينة، ويشكل مع نادي نادي وداد تمارة قطبي كرة القدم في مدينة تمارة .